# I. e. 710-es évek
Évszázadok: i. e. 9. század – i. e. 8. század – i. e. 7. század
Évtizedek: i. e. 760-as évek – i. e. 750-es évek – i. e. 740-es évek – i. e. 730-as évek – i. e. 720-as évek – i. e. 710-es évek – i. e. 700-as évek – i. e. 690-es évek – i. e. 680-as évek – i. e. 670-es évek – i. e. 660-as évek
Évek: i. e. 719 – i. e. 718 – i. e. 717 – i. e. 716 – i. e. 715 – i. e. 714 – i. e. 713 – i. e. 712 – i. e. 711 – i. e. 710

## Híres személyek
- II. Sarrukín asszír király